# Gerrit Simons
Gerrit Simons (Uithoorn, 22 januari 1802 - 's-Gravenhage, 17 november 1868) was een Nederlands wiskundige, natuurkundige, ambtenaar, hoogleraar, directeur van de Koninklijke Academie in Delft en politicus. Hij was Minister van Binnenlandse Zaken van 1 juli 1856 tot 19 januari 1857.
Simons begon zijn carrière in 1832 bij het ministerie van Financiën, waar hij optrad als adviseur schei- en werktuigkunde. Van 1846 tot 1856 was hij directeur van de Koninklijke Academie te Delft, als opvolger van Antoine Lipkens. In 1847 was hij medeoprichter van het Koninklijk Instituut van Ingenieurs, (KIvI)
Simons was een aanhanger van de zogenaamde Groot-protestantse partij, de conservatieve protestanten. Als vertegenwoordiger daarvan werd hij in het kabinet-Van der Brugghen opgenomen. Hij was als minister geen succes, omdat hij zich weinig aan de Kamer gelegen liet liggen. Hij trad na de verwerping van zijn begroting af, hoewel de koning hem had willen behouden. Daarna kreeg hij een plaats in de Raad van State, maar werd daaruit in 1862 weer verwijderd. Later was hij nog conservatief Tweede Kamerlid voor Gorinchem. Al die jaren bleef hij ongehuwd.

## Levensloop

### Jeugd en vroege carrière
Simons, zoon van Adam Simons en Johanna Maria Keer, groeide op in een Nederlands Hervormd gezin. Na de lagere school in Uithoorn, en privaat voortgezet onderwijsin Latijn en Grieks, studeerde Simons vanaf 1819 wis- en natuurkunde aan de Hogeschool te Utrecht. Hij verwierf in die tijd een gouden medaille voor de beantwoording van een prijsvraag over de samenstelling van de waterdamp in de lucht. In 1828 promoveerde hij in Utrecht magna cum laude in de wis- en natuurkunde op een dissertatie over de uitzetting van vloeistoffen door warmte.
Van 1830 tot half 1832 deed hij dienst als militair aan de Nederlands-Vlaamse grens, en verbleef vooral in Bergen op Zoom. Bij Koninklijk Besluit van 13 augustus 1832 werd hij tot adviseur voor scheikundige en werktuigkundige zaken bij het Departement van Financiën benoemd. Van 1836 tot 1838 was hij ook medewerker bij het Driemaandelijksch tijdschrift, een tijdschrift gewijd aan kritische beschouwing. Bij het gezelschap Diligentia in Den Haag gaf hij enige voordrachten over natuurkunde en werd daar bestuurslid. Naast zijn betrekking als adviseur werd hij bij Koninklijk Besluit van 7 juli 1841 nog benoemd tot inspecteur, belast met het toezicht op de scheepsmetingen en tot examinator in zake metingen van belastingambtenaren.

### Haarlemmermeercommissie

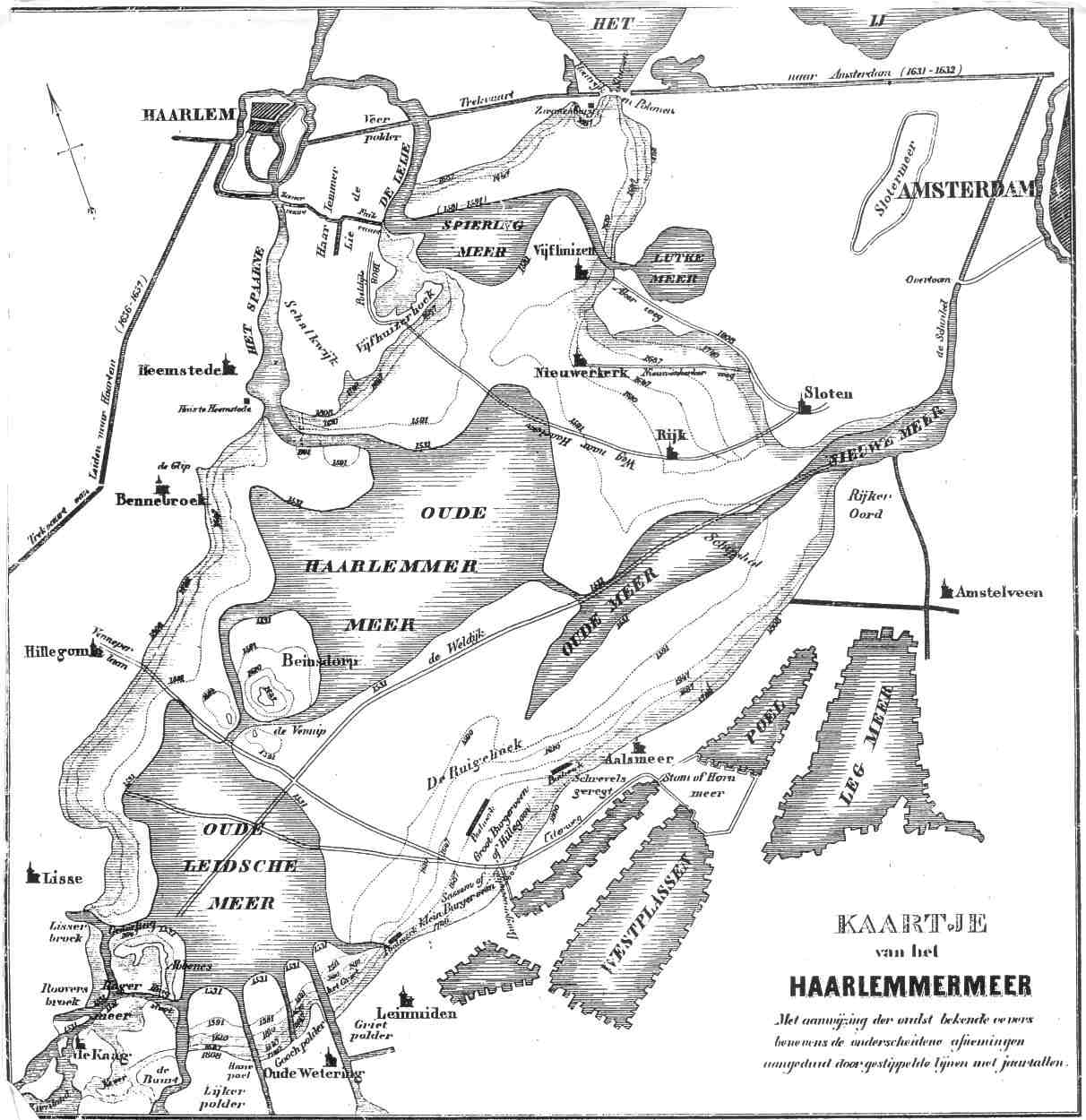
Kaartje van de oude Haarlemmermeer.

In januari 1838 werd Simons met Dirk Mentz, M.G. Beijerinck en G.N. Roentgen benoemd in een commissie tot onderzoek van de beste middelen tot droogmaking van de Haarlemmermeer. Op 4 december 1838 leverde hij bij die commissie een nota in, waarin hij het gebruik van stoomkracht met aandrang aanbeval, en waarin bovendien het gehele vraagstuk van het benodige vermogen van de te bouwen stoomgemalen in zijn totaliteit behandeld werd. Wegens oppositie in de commissie werd in maart 1840 een nieuwe commissie benoemd, waarin naast Simons ook Antoine Lipkens zitting had. Het gevolg van zijn streven was, dat hij het debat won. Hij werd 27 october 1840 tot lid der commissie voor de droogmaking benoemd.
Naar aanleiding van de werk in die commissie nam hij met de waterbouwkundig ingenieur Antonie Greve deel aan een prijsvraag, uitgeschreven door het Bataafs Genootschap voor Proefondervindelijke Wijsbegeerte te Rotterdam, waarbij zij eerste prijs (de gouden medaille) verwierven. Hun antwoord werd in 1844 uitgegeven. Merkwaardig in dit geschrift, aldus Ramaer (1921), was de toenmalige stelling, dat stoomgemalen het beste gebouwd dienen te worden ter plaatse waar fabrieken bestaan of opgericht worden, zodat de stoomkracht ook daarvoor kan dienen kan. Reden hiervoor was dat stoomgemalen veelal slechts voor bemaling in natte tijden dienende, en daarbij 9/10 van de tijd buiten werking zijn, en dus te weinig rendament leverden.
Simons bleef lid van de Haarlemmermeercommissie tot haar ontbinding in april 1858. Hij beschreef de stoomwerktuigen van de drie stoomgemalen in een kort opstel, dat hij publiceerde in 1848.

### Koninklijke academie te Delft

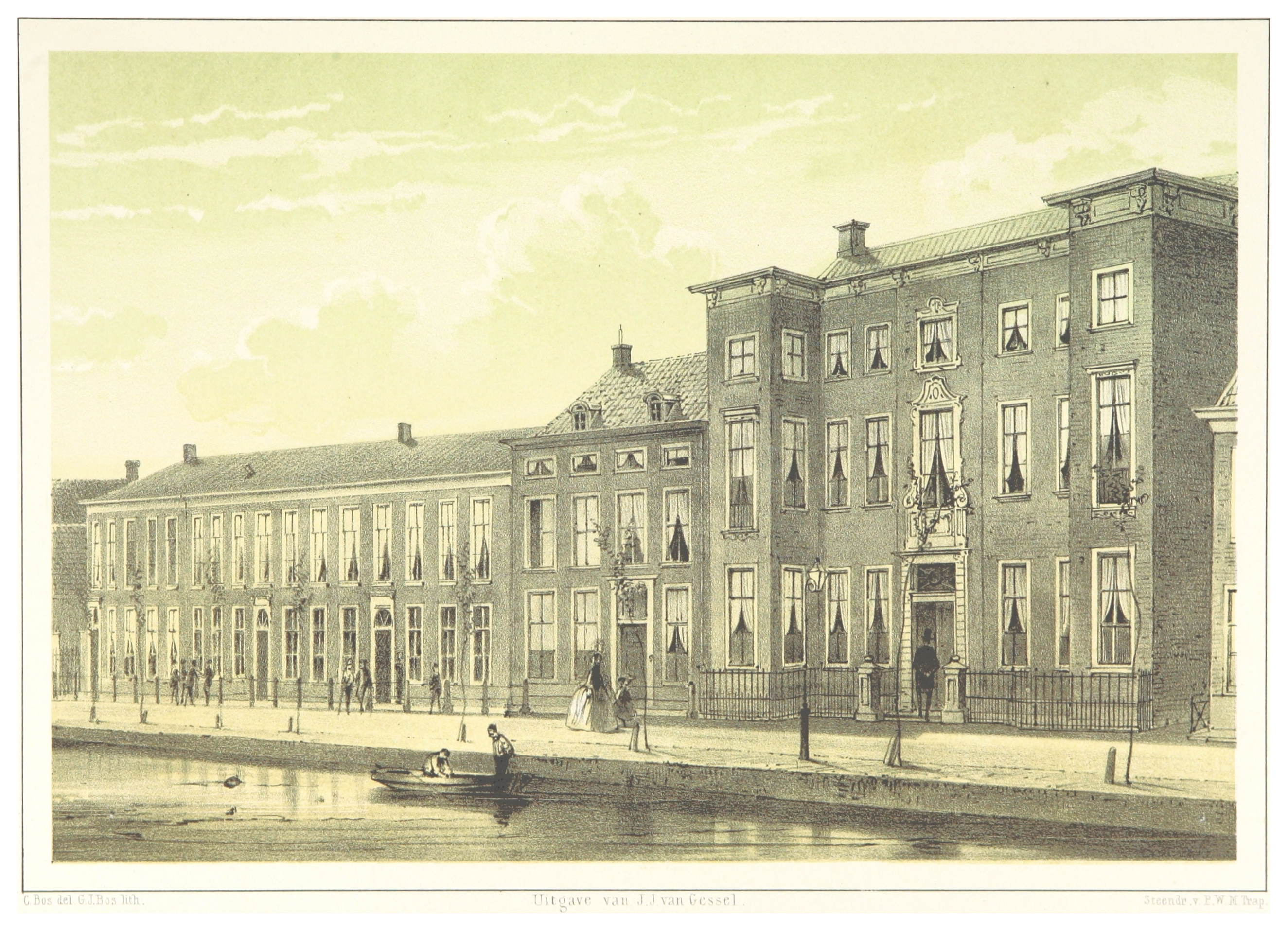
Koninklijke Akademie te Delft.

In 1845 was Simons begonnen als hoogleraar in de werktuigkunde aan de Koninklijke Academie te Delft. Met ingang van 1 september van dat jaar werd Simons adjunct-directeur, en 1 september 1846 directeur als opvolger van Antoine Lipkens. Volgens Ramaer (1921) was hij hier geheel op zijn plaats, en trad zeer tactvol op. Hij wist de goede sfeer in het onderwijs en onder de leerlingen, door zijn voorganger gebracht, te bestendigen. Hij was veel minder streng dan zijn voorganger, en verzette zich sterk tegen een idee van de Minister van Koloniën om een kazerne op de binnenplaats van de Academie op te richten teneinde de voor Indisch ambtenaar bestemde studenten in toom te houden. Daarentegen bevorderde hij de oprichting van de studentensociëteit. Aangezien een vroegere dergelijke sociëteit door de tegenwerking van Lipkens was ondergegaan, noemde men de nieuwe Phoenix.
In een rapport van 13 november 1848 kwam de ministerraad met het voorstel aan de Koning, om de Academie samen te voegen met de Militaire Academie te Breda, en hiermee de toestand van voor 1843 weer in het leven te roepen. Op 29 november werd daartegen in een adres aan de Koning door Simons en alle hoogleraren en leraren geprotesteerd. De kroonprins en beschermheer van de Academie, die kort daarna de troon beklom, was ook tegen en het voorstel werd verworpen.
Simons trachtte de wiskundige studie aan de academie op een hoog peil te houden. Twee van de afgestudeerde leerlingen met een bijzondere wiskundige aanleg, Lewis Cohen Stuart (afgestudeerd in 1848) en R.W. van Goens (in 1851), werden hiertoe kort na hun afstuderen als leraar aan de academie voorgedragen.
In 1847 richtte Simons met F.W. Conrad en L.J.A. van den Kun het Koninklijk Instituut van Ingenieurs op, waarvan hij bestuurslid en vice-president werd. Hij bleef dit tot 1854, terwijl hij in 1860 voor zijn leven tot bestuurslid benoemd werd.
Aan de Delftse Academie werden, naast ingenieurs ook de ambtenaren van het binnenlands bestuur in Nederlandsch-Indië opgeleid. Dit gaf Simons aanleiding om in 1851 met J.C. Baud en Taco Roorda het Koninklijk Instituut voor Taal-, Land- en Volkenkunde voor Nederlandsch Indië op te richten. Ook richtte hij kort daarna een Oost- en West Indische Opvoedingsmaatschappij op. En hij bevorderde hij de oprichting van de vereniging van burgerlijke ingenieurs, de Vereniging van Delftsche Ingenieurs, die in 1961 werd opgenomen in het KIvI.
Bij Koninklijk Besluit van 15 januari 1849 werd hij benoemd tot lid een commissie tot onderzoek van de gebreken van het hoger onderwijs en de middelen om daarin verbetering te brengen. Die commissie bracht 31 augustus dat jaar verslag uit.
Met professor Pieter Rijke werd hij in het begin van 1850 door minister Thorbecke benoemd om een uitvinding van Louis Roulet tot het vervormen van zeewater in goed drinkwater te onderzoeken. Zij brachten op 1 juli 1850 een zeer gunstig rapport over deze uitvinding uit.

### Minister van Binnenlandse Zaken

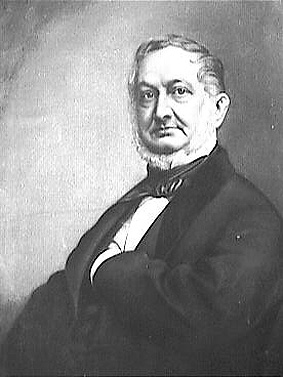
Justinus van der Brugghen.

Door zijn betrekking als directeur van de Delftse Academie was hij in nauwe aanraking gekomen met de beschermheer van die inrichting, de kroonprins, later koning Willem III, die hem zeer hoog schatte. Mede op diens verlangen werd hij bij Koninklijk Besluit van 23 juni 1856 als minister van Binnenlandse Zaken in het Kabinet-Van der Brugghen opgenomen. De betrekking als minister van Binnenlandse Zaken duurde slechts zeven maanden, van 1 juli 1856 tot 19 januari 1857.
Bij Koninklijk Besluit van 10 juli 1856 werd op Simons voorstel een commissie benoemd om te onderzoeken, welke de gevolgen van de aanleg van het Suezkanaal voor de Nederlandse handel zouden zijn. In een rapport van 12 juli 1856 vestigde Simons de aandacht op het onvoldoende landbouwonderwijs in Nederland. Bij een ander van 24 juli 1856 behandelde hij hetgeen nodig zou zijn om de havens, in het bijzonder die van Amsterdam en zijn toegang naar zee, wat afmetingen betreft, met het Suezkanaal in overeenstemming te brengen. Als gevolg van genoemde rapporten werden commissiën ingesteld; Bij Koninklijk Besluit van 15 juli 1856 tot het doen van een onderzoek naar de behoeften van het landbouwonderwijs, en tot het doen van voorstellen daaromtrent; en bij dat van 26 juli tot het doen van een onderzoek naar de verbetering van het Noordhollandsch Kanaal. Bij laatstgenoemd besluit werd tevens aan de ingenieur Pieter Caland opgedragen, de werken tot verbetering van de Clyde, de Seine en de Rhône ter plaatse te onderzoeken en daarover te rapporteren.
Tot grote verbazing van vele, die hem elders werkzaam gezien had, aldus Ramaer (1921), luisterde Simons niet naar hetgeen de sprekers in de Tweede Kamer omtrent de aan zijn zorg toevertrouwde belangen meedeelden, maar sprak hij onderwijl over alles met andere leden. Hoewel hij in zijn departement veel arbeid verrichtte, en zijn jarenlange ervaring hier in de praktijk wist te brengen, was men zo verontwaardigd over zijn handelwijze in de Kamer, dat men besloot, zijn begroting af te stemmen. Onder de tegenstemmers na een zesdaagse discussie behoorden bijna alle liberalen en enige conservatieven. Men verweet Simons, dat hij zich over de beide toen belangrijkste onderwerpen, het onderwijs en de spoorwegen, niet wilde uitlaten. Hij beloofde wel, die onderwerpen te zullen bestuderen, maar men wenste spoedige beslissingen. Het was toentertijd wel een zeer onredelijke eis, aldus Ramaer (1921), om reeds binnen 5 maanden na de aanvaarding van het bewind concrete voorstellen te willen hebben.
Nadat op 5 december 1856 de stemmen over de begroting staakten, was er bij de herstemming op 6 december 1856 geen enkel lid, dat hem wilde redden door afwezig te blijven of voor te stemmen. Het was geenszins, zoals een levensbeschrijver destijds meldde, dat men zich vrolijk maakte over zijn harde werken. Dit werd toen evenals wel op prijs gesteld; Thorbecke, Van Bosse, Van Reenen, Van Hall en vele andere staatslieden werkten evenzeer hard. Maar het was wel het werken aan zijn stokpaardjes, waarover hij verschillende verslagen schreef. Omdat hij de dagelijkse gang van zaken liet versloffen, liet men Simons vallen. De Koning, die hem niet graag als minister miste, nam het gevraagde ontslag niet aan, maar toen Simons ten gevolge van de doorgestane emoties ernstig ziek werd, ontving hij zijn ontslag bij besluit van 19 januari 1857. Toen hij hersteld was, werd hij 6 april dat jaar benoemd tot lid van de Raad van State.

### Lid Raad van State

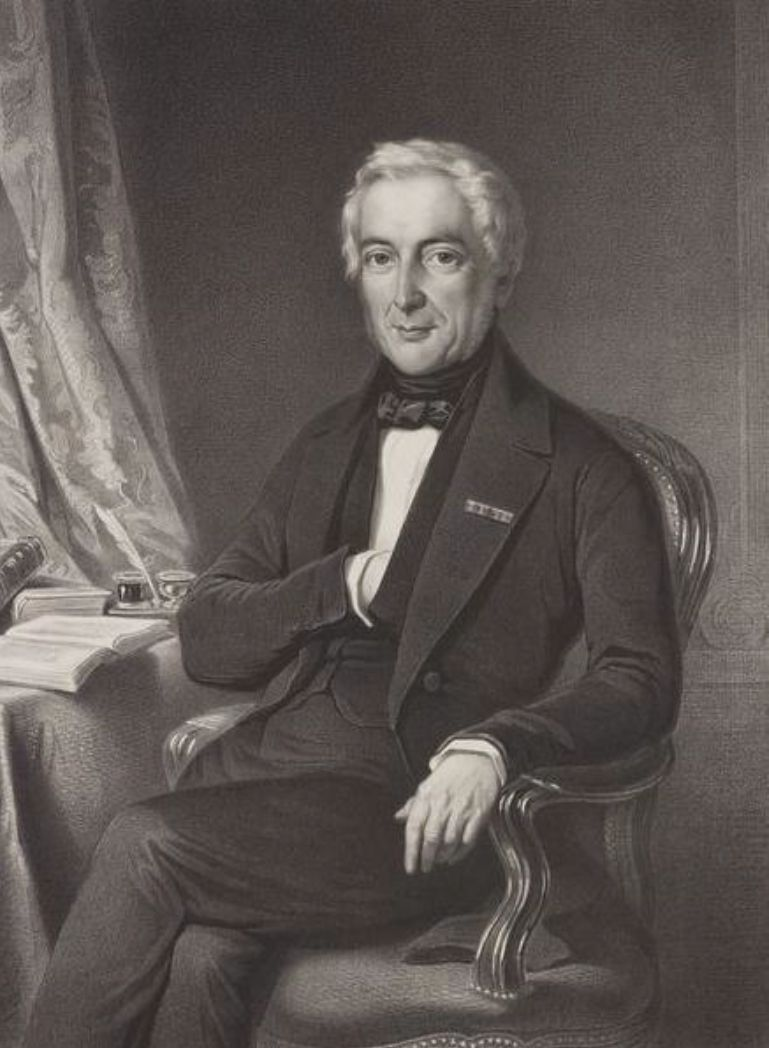
Gerrit Simons (1802-1868).

van 1 mei 1857 tot 1 juli 1862 was Simons lid van de Raad van State. Hoezeer de voorzitter van de liberale partij Thorbecke op Simons gebeten was, bleek volgens Ramaer (1921) uit de reorganisatie van de Raad van State ingevolge de wet van 31 december 1861. Met deze wet kwam een geheel nieuwe samenstelling van dat lichaam tot stand. Alle oude leden werden ontslagen. Vier oud-leden, die de premier onaangenaam waren, Netscher, Johan Derck van Rechteren van Ahnem, Robert van Breugel Douglas en Simons, werden bij Koninklijk Besluit van 30 juni 1862 wederom benoemd, maar dan met de titel staatsraad in buitengewone dienst.
In september 1862 werd Simons lid van de pensioensraad van burgerlijke ambtenaren.

### Lid Tweede Kamer der Staten-Generaal
In juni 1864 werd hij door het kiesdistrict Gorinchem gekozen tot lid van de Tweede Kamer; hij bleef dit tot zijn overlijden. In deze positie bestreed hij in de Kamer de liberale kabinetten Thorbecke en van de Putte en steunde later het conservatieve kabinet Heemskerk. Hij deed dit nog op andere wijze als president-commissaris van het Dagblad van Zuid-Holland en 's Gravenhage, een ultra-conservatief blad, dat Thorbecke op hartstochtelijke wijze bestreed, en later Heemskerk op dezelfde wijze steunde. De hoofdredacteur, I.J. Lion, had als politicus een slechte naam.
Simons werd op 13 oktober 1838 correspondent, en op 25 april 1844 lid van het Koninklijk Nederlandsch Instituut, dat in 1851 overging in de Academie van Wetenschappen, waarvan hij ook lid werd. Hij was van 1857 tot 1865 voorzitter der natuurkundige afdeling van dit lichaam, waarbij om het andere jaar het voorzitterschap van de gehele academie behoorde.
Hij werd in 1829 lid van het Provinciaal Utrechts Genootschap van Kunsten en Wetenschappen, in 1837 lid en in 1846 lid-consultant van het Bataafs Genootschap voor Proefondervindelijke Wijsbegeerte en in 1850 lid van de Hollandsche Maatschappij der Wetenschappen.

## Receptie
In de biografie door Ramaer uit 1921, meldt deze de "leraar (en later hoogleraar) Adrian Huet te Delft, die door de humaniteit van Simons als student een jaar vroeger dan gebruikelijk was, tot een hoger jaar bevorderd was, waarbij hij een cursus oversloeg, verkondigde te pas en te onpas de lof van Simons, haalde hem overal bij, hij maakte hem tot een soort fetisch. Hoewel Simons zeker veel verdiensten had en Thorbecke hem in 1862 zeker onrechtvaardig behandeld heeft, verdiende Simons niet den uitbundigen, hem door Huet telkens weder toegezwaaiden, lof."
- Biografisch Portaal: 49120205
- Digitale Bibliotheek voor de Nederlandse Letteren: simo040
- Gemeinsame Normdatei: 1055348913
- International Standard Name Identifier: 0000 0003 9754 011X
- Nederlandse Thesaurus van Auteursnamen: 073361755
- Parlement.com: vg09ll8gthyi
- Virtual International Authority File: 29925389
- WorldCat: E39PBJxRGx6VMR4bdckW6kb68C